# Антуриум Бейкера
Анту́риум Бе́йкера (лат. Anthúrium bákeri) — многолетнее травянистое вечнозелёное растение, вид рода Антуриум (Anthurium) семейства Ароидные, или Аронниковые (Araceae).
Вид назван в честь английского ботаника Дж. Г. Бейкера (1834—1920).
Антуриум Бейкера отличают достаточно узкие овально-ланцетовидные листья с красновато-коричневым опушением на нижней поверхности, со множеством едва видимых первичных боковых жилок и заметными утопленными общими жилками. При высыхании листьев нижняя листовая поверхность становится заметно бледнее верхней, иногда желтоватой, контрастируя с зелёной верхней. К другим отличительным признакам относятся кремовый, почти цилиндрический початок и ярко-красные ягоды.

## Ботаническое описание
Эпифиты.

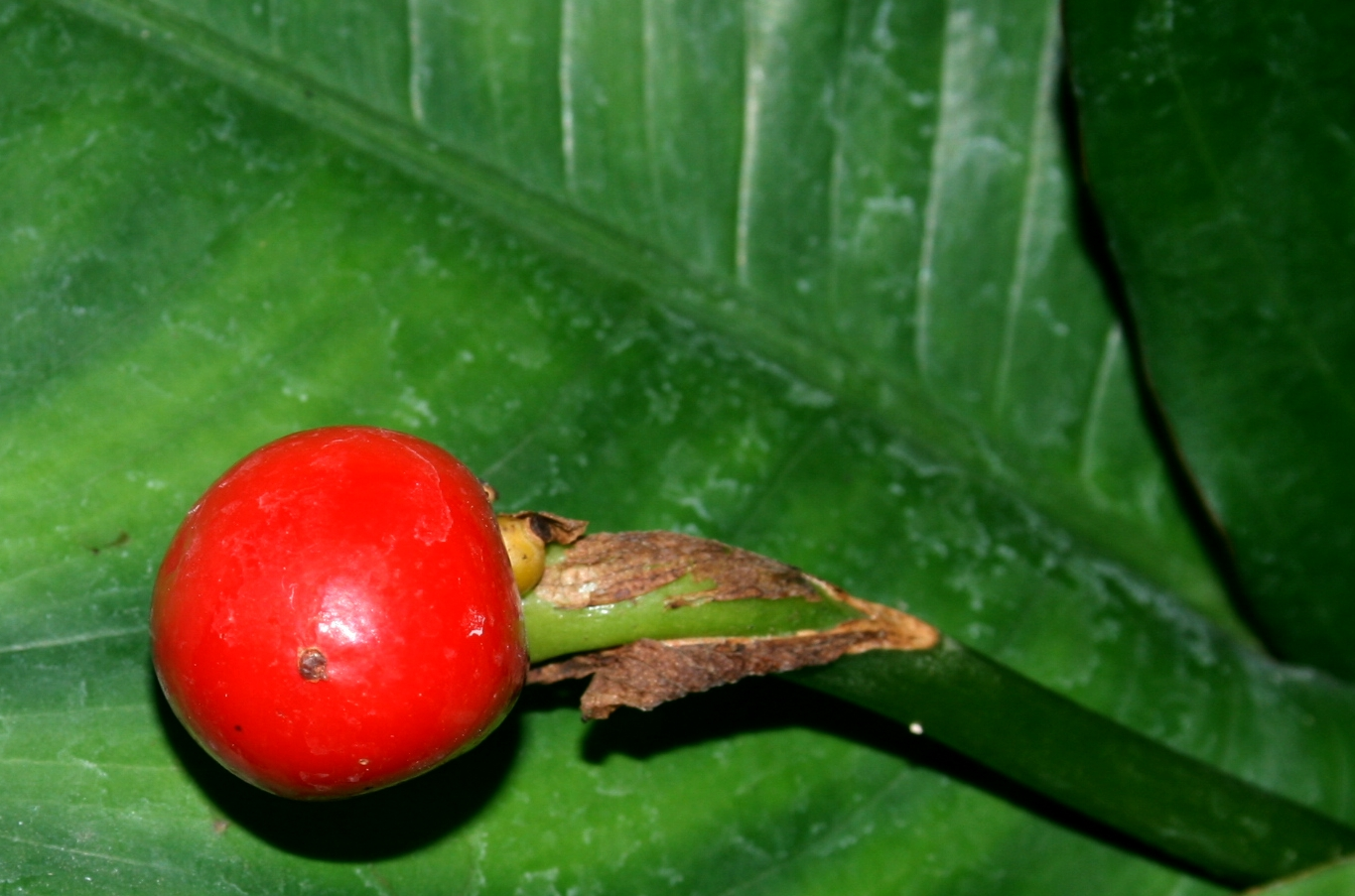
Плод

Стебли более 10 см длиной, 1,5 см в диаметре.
Корни умеренно тонкие, со шрамами от опавших листьев 1,7 см шириной.
Катафиллы кожистые, 3—6 см длиной, заострённые на вершине (остриё до 2 мм), в высохшем виде коричневые, сохраняются в виде волокон.

### Листья
Листья от прямостоячих до раскидистых. Черешки 3—11(17) см длиной, до 5 мм в диаметре, от полуцилиндрических до остро-желобчатых. Листовые пластинки узко-эллиптически-ланцетные, 19—55 см длиной, 2,8—9 см шириной, шире в середине, заострённые на вершине, узко-закруглённые в основании; сверху матовые, тёмно-зелёные, снизу бледнее, матовые, с красновато-коричневым железистым опушением. Центральная жилка снизу выпуклая, первичные боковые жилки почти незаметные, плоские, располагаются под углом 45° к центральной жилке и под прямым углом к общей жилке.

### Соцветие и цветки
Соцветие вертикального расположения, намного короче, чем листья. Цветоножка 5,5—30 см длиной, в 1,5 раза длиннее или длиннее черешков. Покрывало кожистое, бледно-жёлто-зелёное (края иногда пурпуровые), 2—5,5 см длиной, 7—28 мм шириной, продолговато-ланцетовидное, отогнутое назад примерно на 60° от цветоножки, тупое на вершине и у основания. Початок кремово-белый, 2—11 см длиной, 5—15 мм в диаметре у основания, 4,5—12 мм в диаметре у вершины. Цветочный квадрат четырёхгнёздный, 1,6—3,5 мм длиной, 1,7—3,2 мм шириной, стороны сигмоидально вырезаны, 7—8 цветков видны в основной спирали, 5—6 — в дополнительной спирали. Лепестки глянцевые, покрыты мелкими папиллярами, боковой лепесток 1,5 мм шириной, с внутренним выпуклым краем. Пестики невидимые, белые, 0,2 мм длиной, 0,3 мм шириной; рыльце мелкое, примерно 0,1 мм длиной, немного становится видимым перед появлением тычинок. Тычинки появляются неравномерно, обычно боковые тычинки, сначала вместе с альтернативными, едва выставля пыльники, выдавливают пыльцу вокруг пестика; пыльца белая.

### Плоды
Соплодие вертикальное. Покрывало повтороно отогнуто относительно плодоножки, 7,5—7,8 см длиной, 1,2—1,4 см в диаметре. Плод — ярко-красная ягода яйцевидной формы, примерно 6 мм длиной, с остроконечием на вершине; мезокарп сочный, мясистый, прозрачный, с многочисленными рафидными клетками. Семена в числе двух, овальные, кремовые, уплощённые, 3,2 мм длиной, 2 мм шириной, 1,2 мм толщиной, окутанные студенистой массой.

## Распространение
Растёт в тропических влажных лесах Мексики, Белиза, Коста-Рики, Гондураса, Гватемалы, Никарагуа, Панамы, Гайаны, Венесуэлы, Колумбии, Эквадора, на высоте до 660 м над уровнем моря. В Панаме ареал простирается до высоты 1000 м над уровнем моря. В Колумбии известен из единственного образца Ноне де Санландер.